# Elisa Rosso
Elisa Rosso (Milano, 24 novembre 1993) è una scrittrice italiana.

## Biografia
Interessata fin da piccola alla mitologia e ai racconti sul fantastico, si appassiona alla lettura e inizia ad inventare lei stessa vicende riguardante mondi fantastici. Studentessa del Ginnasio Liceo Statale Cesare Beccaria, vede il suo primo romanzo, L'erede di Ahina Sohul, pubblicato nel novembre del 2008 dalla casa editrice Piemme. A questo fanno seguito Il principe delle nebbie e Alba e crepuscolo, entrambi facenti parte della trilogia de Il libro del destino.

## Opere

### Il libro del destino
- L'erede di Ahina Sohul. Piemme, novembre 2008 ISBN 978-88-384-7466-8
- Il principe delle nebbie. Piemme, novembre 2009. ISBN 978-88-566-0953-0
- Alba e crepuscolo. Piemme, novembre 2011. ISBN 978-88-566-2291-1